# Jonathan Bellés
Jonathan Bellés (Castellón de la Plana, 21 de noviembre de 1988), es un director de cine, guionista, videoartista y productor español. Fue fundador de la productora Producciones 451. Ha realizado obras de videoarte y varios documentales, entre los cuales destacan The Dawn of Kaiju Eiga (2019) e Ishiro Honda: Memoirs of a Film Director (2024).

## Biografía
Nació el 21 de noviembre de 1988 en Castellón de la Plana, España. Jonathan Bellés es doctor en Arte, producción e investigación artística por la Universitat Politècnica de València, con título en el Máster Oficial en Producción Artística y está licenciado en Bellas Artes por dicha universidad. 
Desde su infancia quiso trabajar en el cine para dirigir sus propias películas. Aprendió a manejar una cámara de vídeo a los ocho años, filmando cortometrajes de ficción junto a su hermano pequeño, el escritor Rubén Bellés. En 2006 decidió fundar Producciones 451, estando activa hasta 2017.
A partir de 2006, Jonathan Bellés utilizó el nombre de su productora para firmar cualquier tipo de trabajo u obra audiovisual, siendo la primera el cortometraje de ficción titulado El juzgado (2006), que presenta un futuro no muy lejano donde se han adoptado nuevas medidas para el control de natalidad, siendo clara la influencia del largometraje Fahrenheit 451. En 2007 realiza Quadres Melancòlics y París: 1831, sus primeros videoartes, estrenados en la galería de arte de Valencia Oriente + Occidente gestión cultural. París: 1831 se centra en la figura de Joseph Mercior Gomis, y contó con la colaboración de compositor Miquel Àngel Múrcia.
En 2008 rodó el  videoarte Sima, protagonizado por África Verdú y Virginia Morant. Sima fue proyectado durante el festival internacional de videoarte Pop up Kino Fest en el Kino Palais de Argentina. En 2009 llevó a cabo Mi llamada (2009), un cortometraje dramático con tintes autobiográficos en el que participó su hermano pequeño, quien a partir de este momento, reaparecería continuamente en el rol de actor o guionista. 
En 2010, Jonathan Bellés tuvo la oportunidad de realizar su primer documental acerca del pintor surrealista belga René Magritte. Fue proyectado en el Instituto Francés de Valencia durante unas jornadas dedicadas a la figura del pintor. Posteriormente, Bellés se embarcó en nuevos proyectos personales y comerciales. En 2011 empezó a realizar trabajos publicitarios. Junto a Beatriz Heredia, colaboradora suya anterior, decidió producir su primera videodanza protagonizada por la bailarina y escultora Sheila Toledo, llamada L’ennéagramme (2011), un conjunto de tres piezas cortas, cada una enfocada a distintos segmentos del cerebro humano: el mental, el instintivo y el emocional, representados por distintos estilos de danza. L' ennéagramme obtuvo el premio Valencia Crea 2011. También fue seleccionado en siete festivales internacionales.
En 2012 Jonathan Bellés obtuvo la Beca de artistas de Las Naves lo que le facilitó seguir experimentando con la videodanza, con la creación en 2012 las obras ON y Tres llums, producidas por Producciones 451 y la Fundación Valencia Crea. En Tres llums trata el tema de la luz del Mediterráneo, representando los cambios en la luz del sol al amanecer, mediodía y aterceder a través de tres danzas coreografiadas por Sheila Toledo.
En 2016 rodó Ateneo, que cuenta la historia de dos personajes femeninos (Virginia Morant y Rachel Merino) en un mundo onírico y surrealista. Este videoarte se financió mediante la beca para artistas Hàbitat Artístic Castelló - Abroad, con la que obtuvo una estancia de seis meses en Berlín, en la residencia de artistas Glogauair. Ateneo fue proyectado en el III Festival Cinemística de Granada, y participó en el Pop Up Kino Fest de Berlín, gracias a lo que la obra fue proyectada internacionalmente en The Local NY (Nueva York), Project Space Kleiner Salon (Berlín), La Casa Encendida (Madrid), Kino Palais, Palais de Glace - Palacio Nacional de las Artes (Buenos Aires) y Octubre Centre de Cultura Contamporània (Valencia, España). En el mismo año produjo su segundo documental, No es cosa de risa, que trata sobre la comedia y cuenta con un reparto formado por Pablo Motos, Juan Echanove, Josema Yuste, Raquel Martos, Gracia Olayo, Santi Rodríguez y Terele Pávez, entre otros. Diego Fortea codirigió el documental, estrenado el 23 de noviembre de 2018 en el Teatro Talia de Valencia.
En 2012 inició su tesis doctoral, de la que forma parte su documental Los albores del Kaiju Eiga (en inglés: The Dawn of Kaiju Eiga) sobre los orígenes y evolución de la saga del monstruo japonés Godzilla. Este documental cuenta con un reparto internacional conformado especialmente por Akira Takarada, Shusuke Kaneko, Akira Kubo, Haruo Nakajima, Maasaki Tezuka, Yoshikazu Ishii, Norihito Kato, Toshio Takahashi, Eiichi Asada, Kenpachiro Satsuma, Koichi Kawakita, Makoto Inoue, Teruyoshi Nakano, Shinji Higuchi y Kazuki Omori. Los albores del Kaiju Eiga fue estrenado el 2 de abril de 2019 en el Instituto Cervantes de Tokio (Japón). A la proyección acudieron el director y productor del documental, Jonathan Bellés, el actor Akira Takarada y el director de cine Shusuke Kaneko, entre otros.
En 2023, inicia un proyecto en Japón titulado Ishiro Honda: Memoirs of a Film Director, un documental sobre la vida del director de cine japonés Ishiro Honda, conocido mundialmente por ser el director de Godzilla (1954). El documental cuenta con una entrevista al hijo del director, Ryuji Honda, y otra a Hisao Kurosawa, el hijo de Akira Kurosawa y colaborador de Honda. También cuenta con entrevistas a Joe Dante, Naofumi Higuchi y Shinji Higuchi.

## Filmografía completa
- El Juzgado (2006) Cortometraje
- París: 1831 (2008) Videoarte
- Confluyentes (2008) Videoarte
- Sima (2008) Videoarte
- Mi llamada (2009) Cortometraje
- Friedrich & Elisabeth (2009) Cortometraje
- René Magritte: drôle de bonhomme (2009-2010) Documental (35 min)
- L’ ennéagramme (2011) Videodanza
- On (2012) Videoarte
- Tres llums (2012) Videodanza
- Ateneo (2016) Videoarte
- No es cosa de risa (2016) Documental (30 min)
- Los albores del Kaiju Eiga (2013-2019) Documental (50 min)
- Ishiro Honda: Memoirs of a Film Director (2024) Documental (75 min)